# Slavskepp

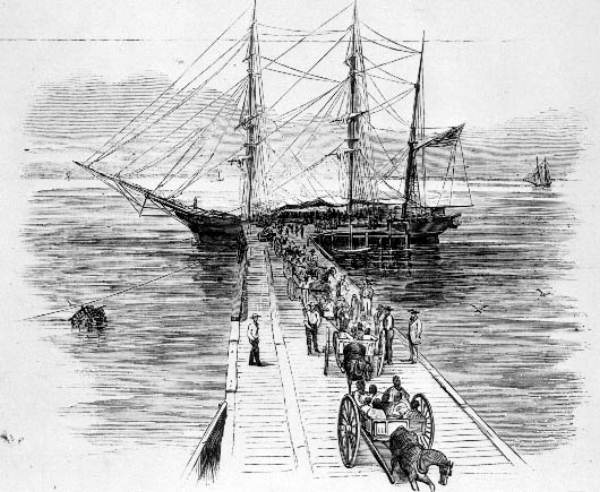
En teckning som visar ilandstigningen av slavar från ett slavskepp.

Slavskepp eller slavbåt kallades förr ett lastfartyg som transporterade slavar från Afrika till Amerika.
De vanligaste rutterna gick från Afrikas nordvästra och västra kuster till Sydamerika och sydöstkusten i Nordamerika, samt Karibien. Uppskattningsvis 20 miljoner afrikaner transporterades med båt. Slavtransporten från Afrika till Amerika kallades Mellanpassagen. Den afrikanska slavhandeln förbjöds 1807, genom beslut av både USA och Storbritannien, och genom Abolition of the Slave Trade Act förbjöd britterna slutligen slaveriet runtom i Brittiska imperiet. USA:s trädde i kraft den 1 januari 1808 och klassade alla amerikanska och brittiska slavskepp som lämnade Afrika till piratskepp som kunde stoppas av amerikanska och brittiska flottan. År 1815, på Wienkongressen, gick även Spanien, Portugal, Frankrike och Nederländerna med på att avskaffa sin slavhandel. Under denna tid blev slavskeppen mindre, anpassade för sin nya roll som smugglingsskepp.

## Atlantisk slavhandel
Bara några decennier efter att européerna först upptäckt Amerika gjorde efterfrågan på billig arbetskraft vid de nya plantagerna slavhandeln lönsam. Kulmen för den transatlantiska slavhandeln nåddes under 1600- och 1700-talen då stora plantager utvecklades i de engelska (efter 1707 brittiska) kolonierna i Nordamerika.
För att uppnå större vinst lade ägarna upp lastrum i skroven, så de kunde transportera så många slavar som möjligt. Ohygieniska förhållanden, uttorkning, dysenteri och skörbjugg ledde till högt dödlighetstal,  med ett genomsnitt på 15% och upp till en tredjedel av de infångade. Ofta transporterade fartygen, även kända som Guineafarare, hundratals slavar, som kedjades fast vid plankor som de fick sova på. Till exempel förde slavskeppet Henrietta Marie omkring 200 slavar över Mellanpassagen. Slavarna fick vistas i lastrum med varje slav fastkedjad på ett litet utrymme att röra sig på.

## Lista över slavskepp
- Adelaide, franskt slavskepp, sjönk 1714 utanför Kuba.
- Aurore, tillsammans med Duc du Maine, de första franska slavskeppen som förde slavar till  Louisiana.
- La Amistad, lastfartyg som ibland även hade med sig slavar (se not nedan).[7]
- Braunfisch, ett brandenburgskt skepp som försvann 1688 under en revolt.
- Brookes, seglade under 1780-talet.[8]
- Clotilde, brann och sjönk utanför Mobile, hösten 1859.
- Cora, stoppades av USS Constellation 1860.
- Creolefallet var resultatet av ett slavuppror 1841 ombord på Creole, ett skepp inblandat i slavhandel längsmed kusterna.
- Desire, första amerikanska slavskeppet.[9]

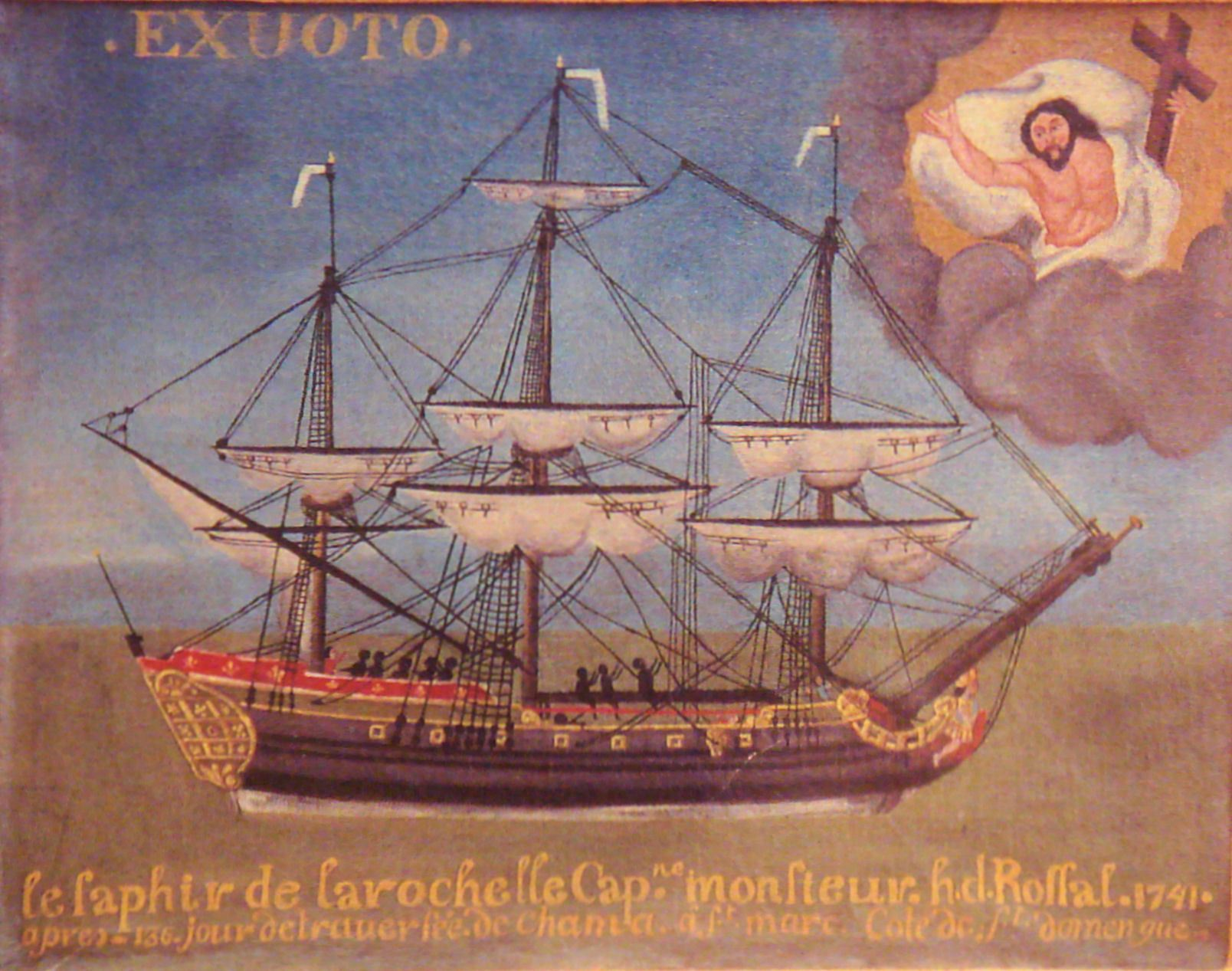
Slavskeppet Le Saphir (avbildad som votivgåva i La Rochelle i sydvästra Frankrike, 1741.)

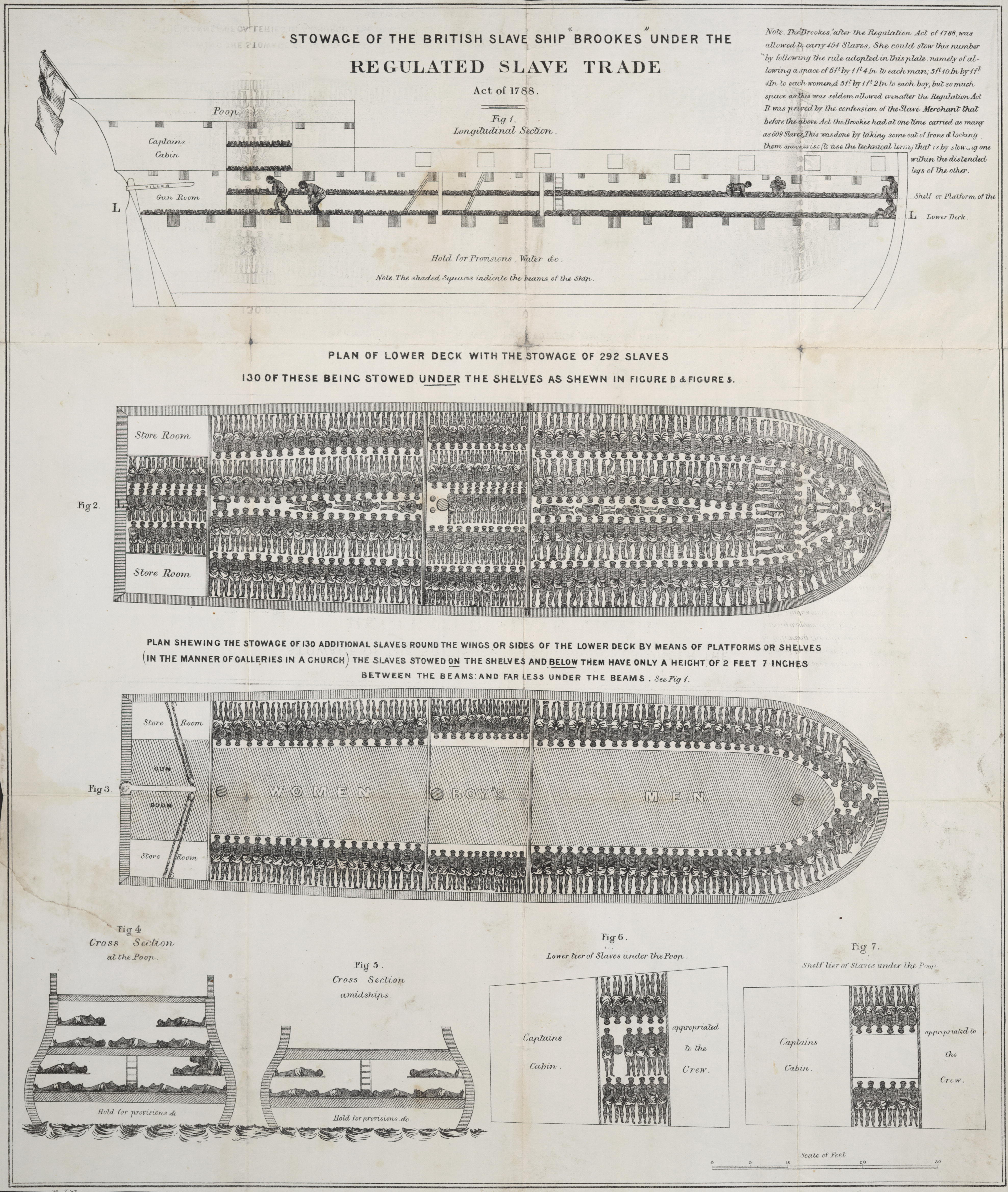
Slavskeppet Brookes.

Bild over hur slavarna transporterades ombord på skeppen.

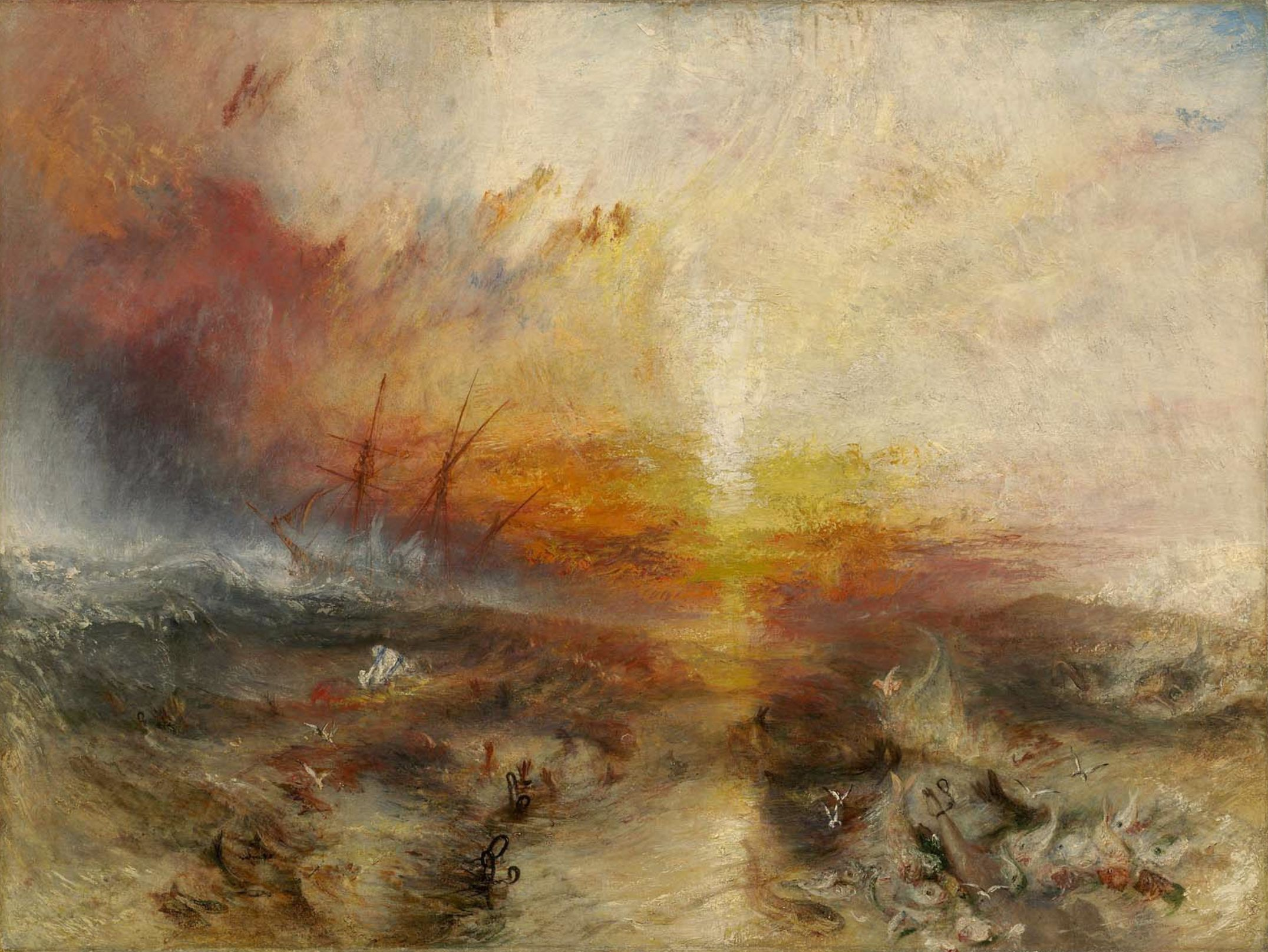
William Turners Slavskeppet (1840).

- Elisabeth, seglade från Jamaica till Västafrika.
- Duc du Maine, tillsammans med Aurore, de första franska slavskeppen som förde slavar till  Louisiana.
- Fredensborg, danskt slavskepp, sjönk 1768 utanför Tromøya i Norge, efter en resa inom triandelhandeln. Leif Svalesen skrev en bok om resan.
- Hannibal. Engelskt slavskepp inom handeln over Atlanten.
- Henrietta Marie. Sjönk 1700 utanför Marquesas Keys, utforskat under 1980-talet.
- Hope, amerikansk brigg som förde slavar till Rhode Island
- Jesus of Lübeck 700-tonnsskepp som användes under John Hawkins andra resa för att transportera 400 infågade afrikaner 1564. Englands drottning Elizabeth I var hans partner, och hyrde skeppet åt honom.
- Kron-Printzen, danskt slavskepp, sjönk 1706 med 820 slavar ombord.
- Le Concord. Slavskepp/piratskepp, även känt som Queen Anne's Revenge. Sjönk 1717.
- Lord Ligonier. Se Rötter ("Roots: The Saga of an American Family") av Alex Haley.
- Don Francisco. Slavskepp stoppat 1837.  Såldes som kolonialt handelsfartyg med nya namnet James Matthews. Utforskades av Western Australian Museum 1974.
- Madre de Deus (Guds moder), 1567. John Hawkins stoppade skeppet och transporterade 400 afrikaner.
- Manuela, byggdes som klipperskeppet Sunny South, stoppades av HMS Brisk på Moçambiquekanalen med över 800 slavar ombord.
- Margaret Scott, beslagtogs och sjönk som del av Stone fleet 1862.
- Nightingale, klipperskepp stoppat av Saratoga utanför Kabinda 1861 med 961 slavar ombord.
- Pons, amerikansktillverkad bark stoppad av USS Yorktown den 1 december 1845 med 850-900 slavar.[10]
- Salamander, brandenburgskt slavskepp.
- Sally, från Newport, Rhode Island – beskrevs i Report of the Brown University Steering Committee on Slavery and Justice.
- Tecora, Portugisiskt slavskepp som transporterade de slavar som senare kom att revoltera ombord på La Amistad.
- Triton stoppades av USS Constellation 1861.
- Trouvadore, förliste 1841 vid Turks och Caicosöarna. 193 slavar överlevde. År 2004 startades ett projekt för att försöka hitta skeppet.[11]
- Wanderer, tidigare sista slavskeppet till USA (november 1858) fram tills Clotilde rapporterades 1859 eller 1860.
- Wildfire, en bark, stoppade utanför Floridas kust av amerikanska flottan 1860; med 450 slavar ombord.[12]
- Whydah Gally, slavskepp omvandlat till piratskepp, sjönk 1717.
- Zong, ett brittiskt slavskepp, ökänt för massakern ombord 1781.

Not: Medan La Amistad ofta kallats slavskepp, var det främst ett handelsfartyg, som ibland även fraktade slavar. Se även rättsfallet för mer information.

### Fotnoter
1. ↑   Shillington, Kevin (18 mars 2007). ”Abolition and the Africa Trade”. History Today "57" (3):  ss. 20–27.
2. ↑  Exploring Amistad at Mystic Seaport Arkiverad 7 februari 2006 hämtat från the Wayback Machine.
3. ↑  Exploring Amistad at Mystic Seaport Arkiverad 11 mars 2010 hämtat från the Wayback Machine.
4. ↑  Mancke, Elizabeth and Shammas, Carole. The Creation of the British Atlantic World. 2005, sida 30-1
5. ↑  Glossary. The Trans-Atlantic Slave Trade Database Arkiverad 9 oktober 2012 hämtat från the Wayback Machine.
6. ↑  History: The Middle Passage Arkiverad 5 september 2012 hämtat från the Wayback Machine.
7. ↑  ”Unidentified Young Man”. World Digital Library. 1839–1840. http://www.wdl.org/en/item/3080/. Läst 28 juli 2013.
8. ↑  ”Brooks Slave Ship”. E. Chambre Hardman Archives. Arkiverad från originalet den 13 oktober 2007. https://web.archive.org/web/20071013054944/http://www.mersey-gateway.org/server.php?show=ConGallery.30. Läst 28 februari 2008.
9. ↑  ”Encyclopedia”. http://www.encyclopedia.com/topic/Slave_Ships.aspx. Läst 3 juli 2011.
10. ↑  Gilliland, C. Herbert (18 mars 2003). ”Deliverance from this Floating Hell”. Naval History "17" (48–51):  ss. 20–27.
11. ↑  ”Slave Ship Trouvadore Website”. Arkiverad från originalet den 16 juli 2011. https://web.archive.org/web/20110716083148/http://www.slaveshiptrouvadore.com/. Läst 3 juli 2011.
12. ↑  Harper's Weekly, 2 juni, 1860, p344. Online at The Slave Heritage Resource Center läst 3 juli 2006.